# Seeastrolabium

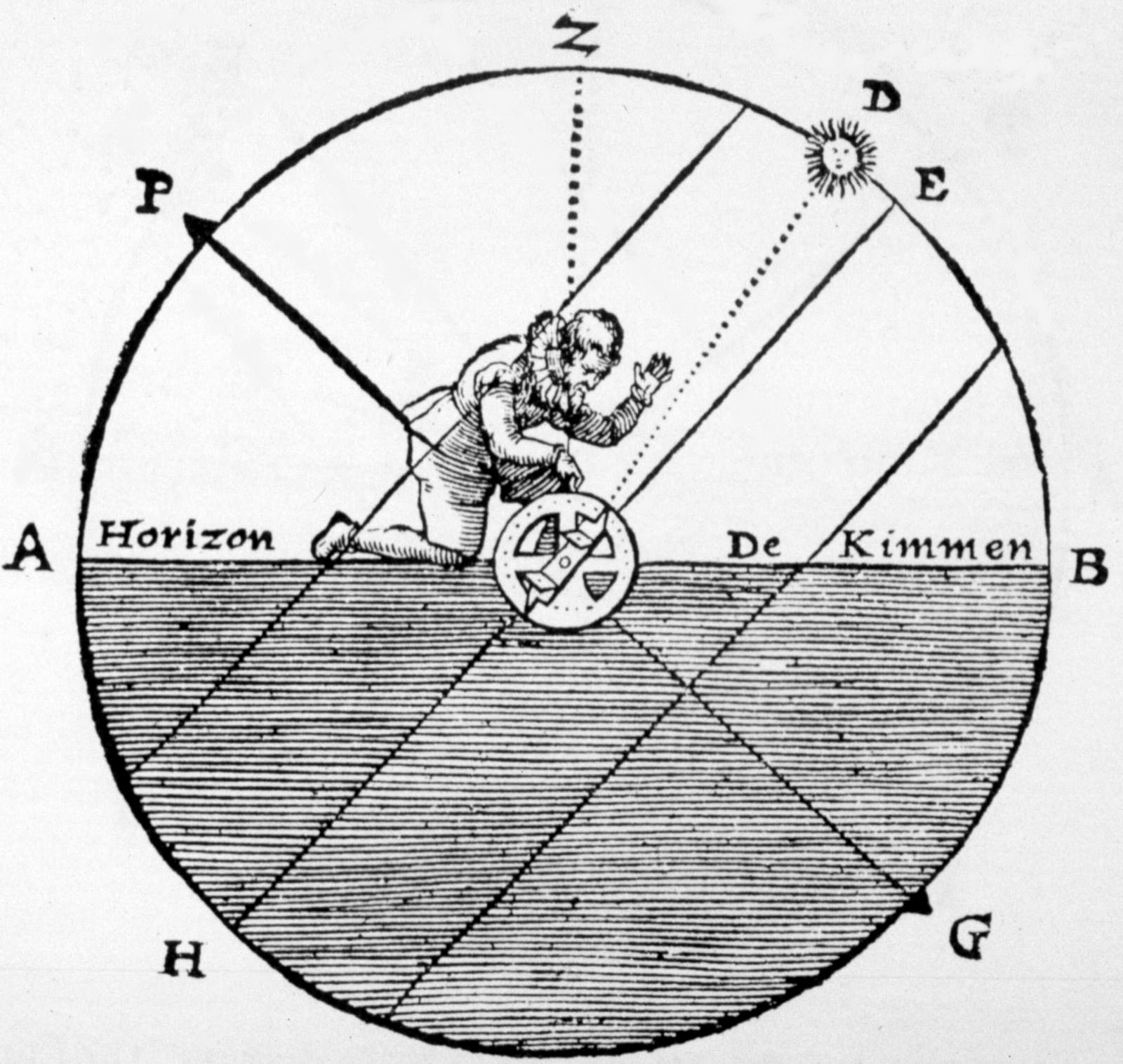
Seeastrolab
Zeichnung von Willem Blaeu (1619)

Das Seeastrolabium, auch Seeastrolab genannt, ist ein altes nautisches Goniometer zur Messung von Zenitdistanzen der Gestirne.

## Beschreibung

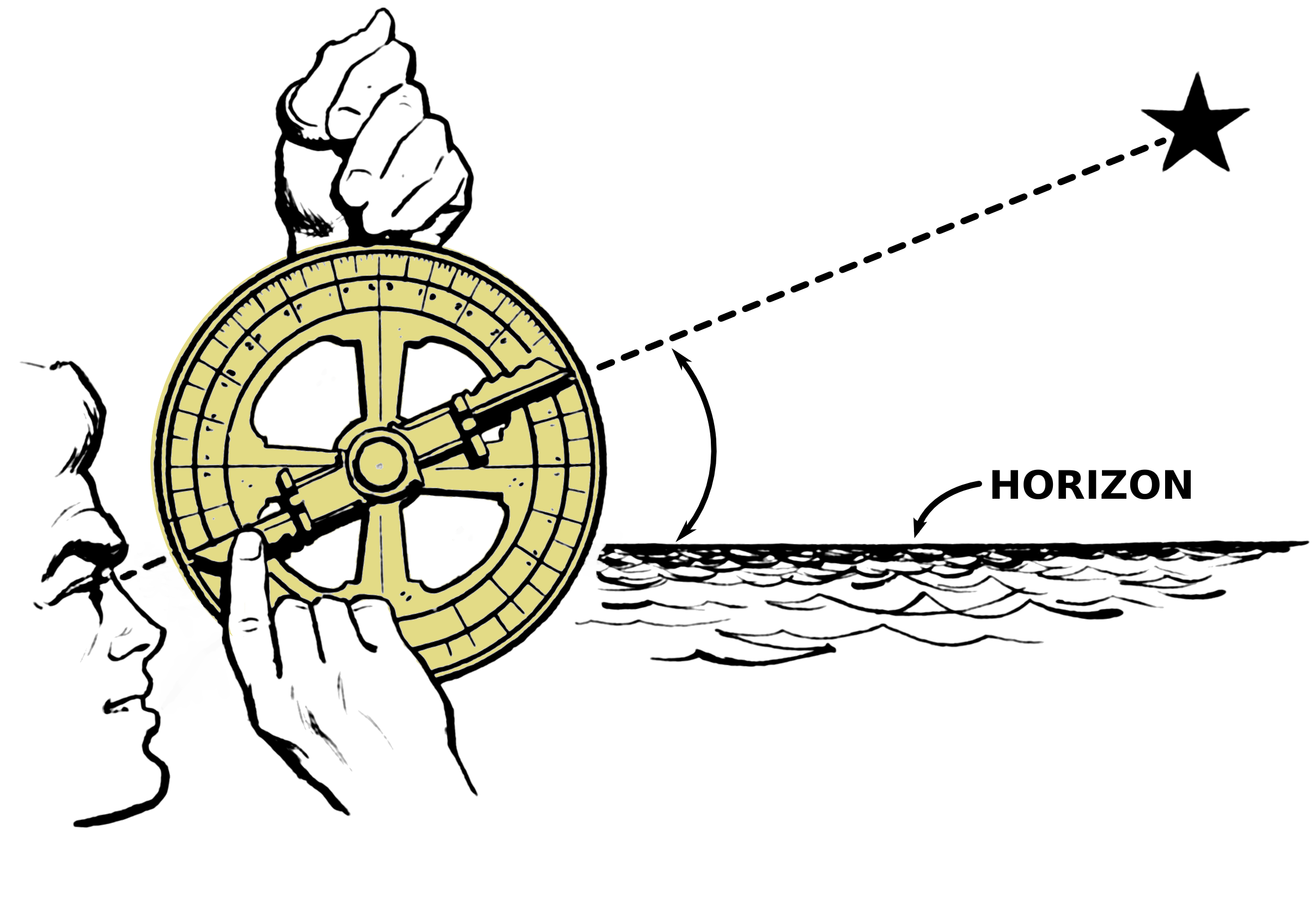
Seeastrolab im Einsatz
(Beschreibung im Text)

Die in den Observatorien verwendete Form  von Astrolabien mit ihren geschlossenen Mater boten dem Wind bei weitem zu viel Angriffsfläche und waren kaum in der richtigen Ebene zu halten. Deshalb entwickelte man das Seeastrolab für den Einsatz auf Booten in rauem Wasser und bei starken Winden. Ein aus schwerer Bronze gegossenes, radförmiges Gerät, dessen vier Speichen vier Quadranten markierten.
Richtig große, schwerere Bronzegeräte sind ab der Mitte des sechzehnten Jahrhunderts bekannt. Durch die Vergrößerung des Radius wurde die Ablesegenauigkeit des Gerätes verbessert, durch die Trägheit der großen Masse verbesserte sich die Stabilität gegen Wind und Seegang. Sie besaßen meistens auch eine kardanische Aufhängung.
Drehbar um den Mittelpunkt war eine Alhidade mit einem Absehen (Visier) angebracht. Wie das an Land verwendete Astrolab, wurde auch dessen für die Seefahrt entwickelte schlichte Variante oben mit der Hand an einem eigens dafür angebrachten Ring senkrecht in der Meridianebene gehalten, wobei man durch die Absehen das Gestirn anvisierte (Bild links). Dies ging nur bei Nacht. Am Tag, bei Beobachtung der Sonne, war es sicherer und einfacher, dass man die Schatten der Absehen mit der Alhidade in Einklang brachte (Bild rechts oben).
Heute sind Seeastrolabien sehr seltene Geräte. Im Jahr 1988 waren nur 65 Exemplare weltweit bekannt. Die Mehrzahl der existierenden Astrolabien wurden aus Schiffswracks geborgen, oder an Stränden gefunden, angespült nach einem Sturm.